# Scott Halberstadt

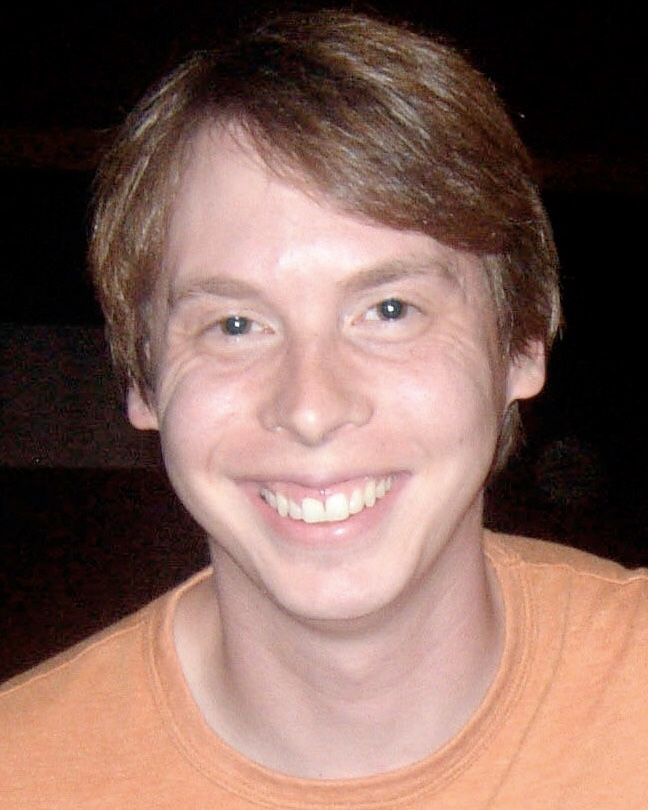
Scott Halberstadt

Scott Halberstadt (* 17. August 1976 in Connersville, Indiana) ist ein US-amerikanischer Schauspieler.
Halberstadt absolvierte die Connersville High School. Er war von 2000 bis 2010 als Schauspieler in Hollywood tätig. Bekannt wurde er durch die Rolle des Nerds Eric in der Fernsehserie Drake & Josh. Inzwischen hat sich Halberstadt aus dem Filmgeschäft zurückgezogen und arbeitet als Datenanalyst in der IT-Branche.

## Filmografie (Auswahl)
- 2002: In Your Face
- 2004–2007: Drake & Josh (Fernsehserie, 16 Folgen)
- 2006: Grandma’s Boy
- 2006: Hotel Zack & Cody (The Suite Life of Zack & Cody; Fernsehserie, Folge Twins at the Tipton)
- 2008: Frohe Weihnachten, Drake & Josh (Merry Christmas, Drake & Josh, Fernsehfilm)
- 2010: iCarly (Fernsehserie, Folge iStart a Fan War)